# Centro sanitario
Un centro sanitario (también, centro de salud, institución de salud, institución sanitaria) es una instalación médica dedicada a la asistencia y al cuidado de la salud de los enfermos.
En España los centros de salud fueron establecidos por el Real Decreto 1277/2003, de 10 de octubre. El centro sanitario cuenta con profesionales de la salud y medios técnicos.

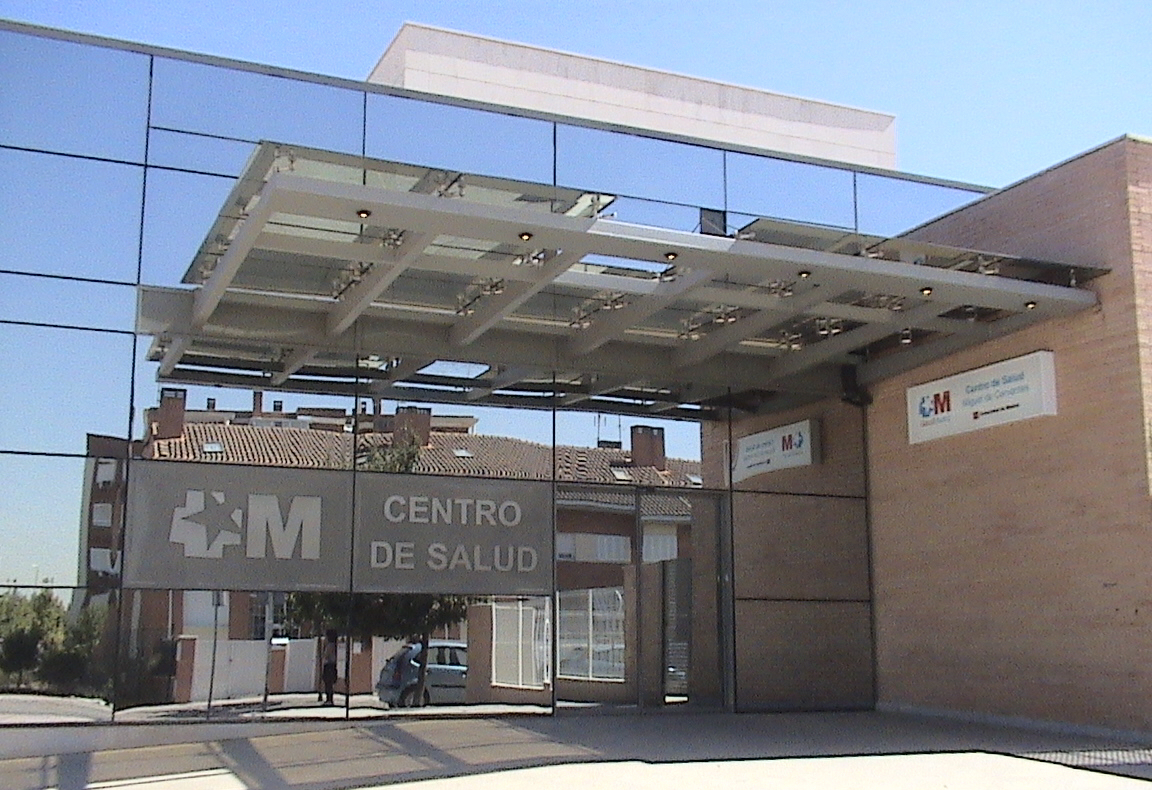
Centro de salud Miguel de Cervantes, en 2008.

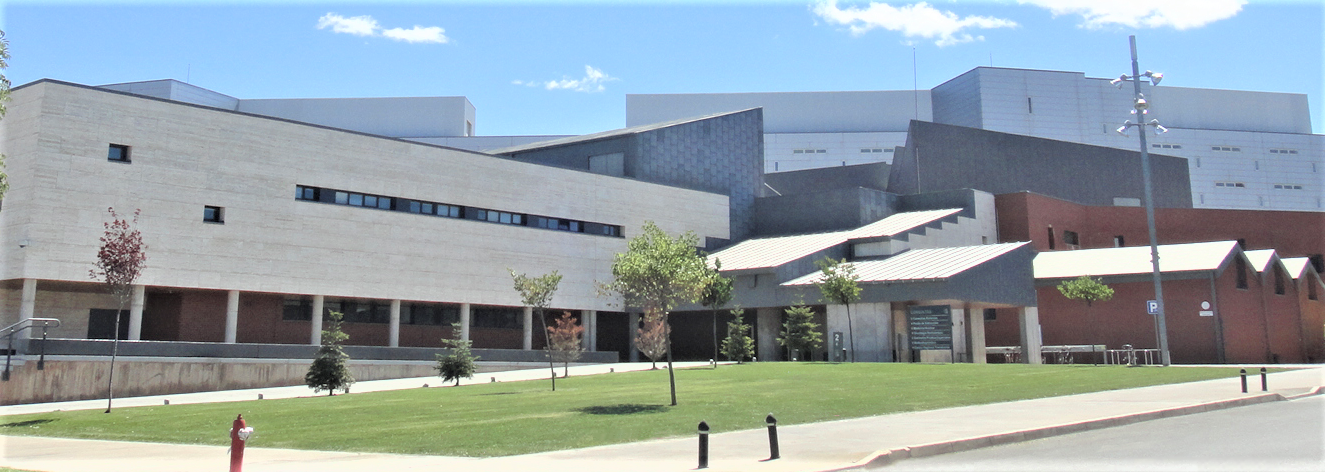
Hospital General Universitario de Ciudad Real, en 2012.

## Tipos de centros sanitarios
- Centro de salud
- Consultorio médico
- Hospital